# Superkoeling

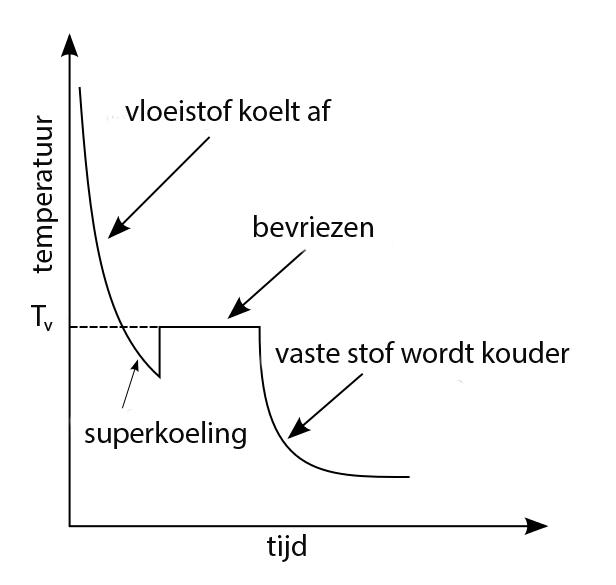
Temperatuurverloop van een vloeistof die wordt afgekoeld, waarbij superkoeling optreedt

Superkoeling of onderkoeling is het afkoelen van een vloeistof of gas tot beneden de temperatuur waarbij men zou verwachten dat er een faseovergang tussen twee aggregatietoestanden plaatsvindt. Men zou verwachten dat onder het vriespunt een vaste stof wordt waargenomen, maar de betreffende materie blijft in het geval van superkoeling nog een vloeistof. Deze toestand wordt in de thermodynamica een metastabiele fase genoemd, welke door een kleine trilling of toevoeging van een stof kan omslaan. Als aan een onderkoelde vloeistof plotseling een deeltje wordt toegevoegd, zal deze zeer snel bevriezen. Ook gas kan onderkoeld worden; de temperatuur van het gas is dan lager dan het normale kookpunt van de betreffende stof.
Bij het kookpunt kan ook het fenomeen optreden dat een vloeistof boven het kookpunt niet kookt. Dat wordt kookvertraging genoemd.

## Voorbeelden
- Onderkoeld water in wolken.
- Een handwarmer is een toepassing van dit verschijnsel.
- Waterdruppels of waterdamp zijn bij de vorming van ruige rijp in de toestand van superkoeling als ze worden afgezet op een oppervlak en bevriezen. IJskristallen en ijsbloemen worden op deze manier gevormd.